# ریچارد کاهون
ریچارد کاهون (انگلیسی: Richard Cahoon؛ ‏ ۱ اکتبر ۱۹۰۵ – ۱۹ سپتامبر ۱۹۸۵) تدوین‌گر اهل ایالات متحده آمریکا بود.
از فیلم‌هایی که وی در آن‌ها نقش داشته‌است، می‌توان به مرد سوم، چاپارل، فراری، جنایت و مکافات، ایگلو، مهماندار هواپیما، کارناوال، مبارز سرخ‌پوست، ترس پنهان، گرداب و ماه سیاه اشاره نمود.